# Evergestis fulgura
Evergestis fulgura is een vlinder uit de familie van de grasmotten (Crambidae). De wetenschappelijke naam van de soort is voor het eerst gepubliceerd in 1933 door Ferdinand Le Cerf.
De soort komt voor in Marokko.